# Armand Duportal
Pour les articles homonymes, voir Duportal.
Pierre Jean Louis Armand Duportal, dit Armand Duportal, né le 17 février 1814 à Toulouse et mort le 1er février 1887 dans la même ville, est un homme politique et journaliste français. En 1871, il dirige l'éphémère "Commune de Toulouse" calquée sur la Commune de Paris.

## Biographie
Lors de son mariage le 1er février 1837 à Toulouse avec Henriette Vivies (née à Perpignan), il est surnuméraire dans l'administration du canal du Midi, son père en étant alors contrôleur et receveur. Son fils est Simon Joseph Henri Duportal, polytechnicien et ingénieur des Ponts-et-Chaussées, républicain, père de Jeanne Duportal, historienne de l'art.
Journaliste dans l'opposition sous la Monarchie de Juillet, il est le fondateur du journal L'Émancipation (1848). Déporté le 2 décembre 1851 en Algérie pour s'être opposé au coup d'État de Louis-Napoléon Bonaparte, il revient en France en 1853, mais est inquiété à plusieurs reprises comme militant républicain. Préfet de la Haute-Garonne le 4 septembre 1870, il dirige l'éphémère insurrection communaliste toulousaine de mars 1871, est arrêté, mais acquitté par la cour d'assises de Pau.
Il est député de la Haute-Garonne de 1876 à 1887, siégeant à l'extrême gauche. Il est l'un des 363 qui refusent la confiance au gouvernement de Broglie, le 16 mai 1877. Directeur de plusieurs journaux, il attaque les différents gouvernements, tant conservateurs que radicaux.

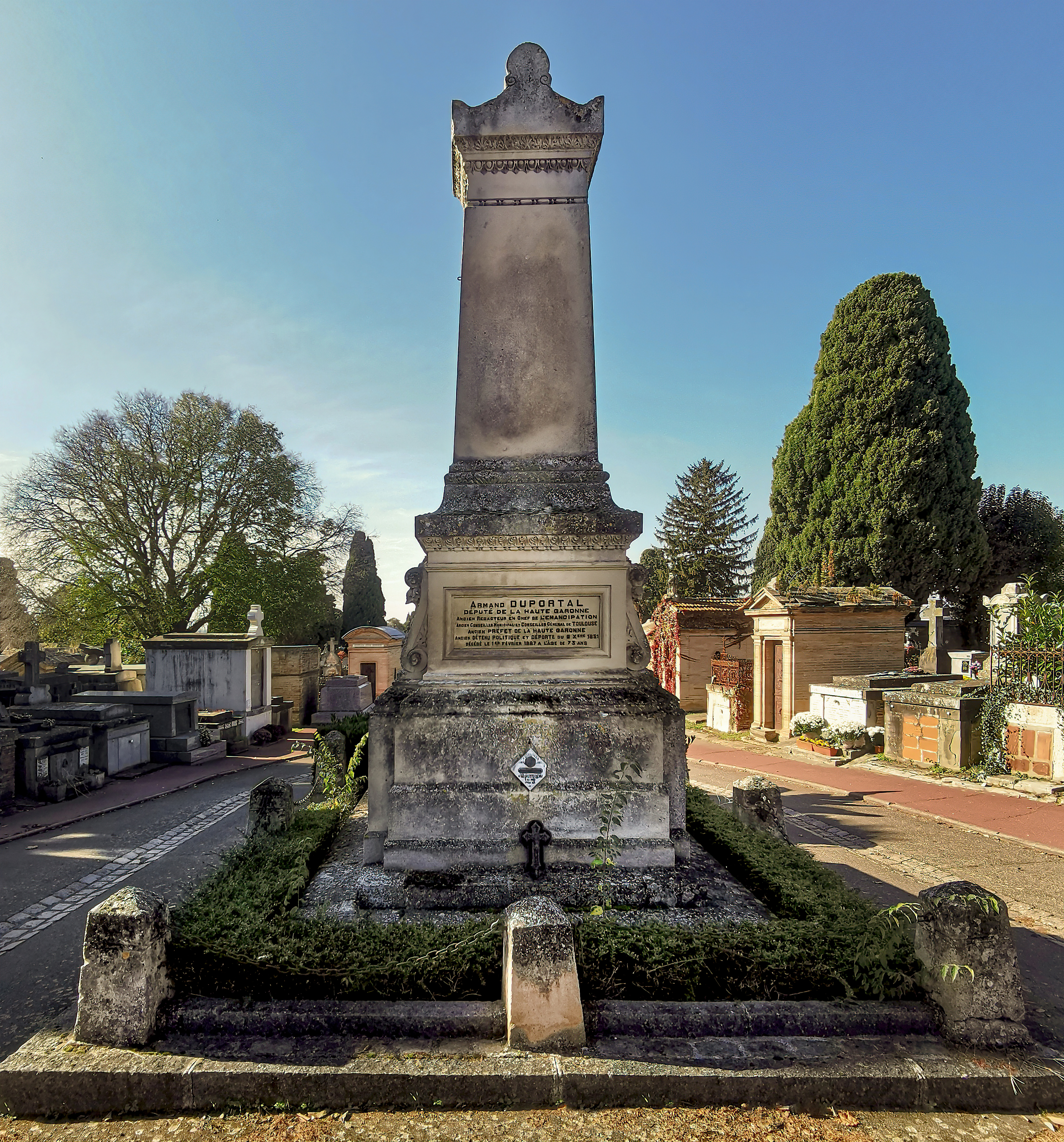
Monument à d'Armand Duportal au cimetière de Terre Cabade- exposition est.
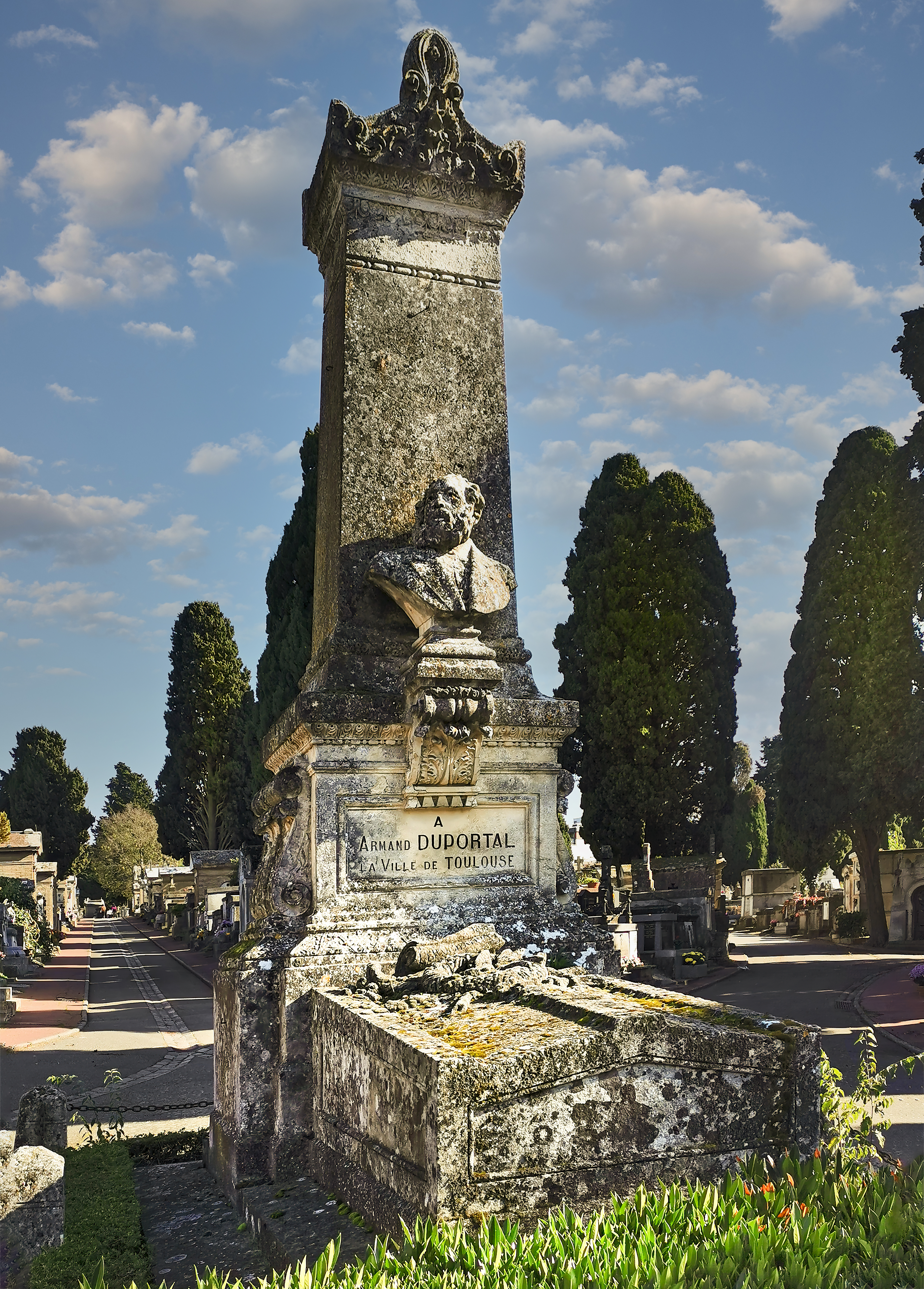
Monument à d'Armand Duportal au cimetière de Terre Cabade - exposition ouest.

## Publication
- La Commune à Toulouse. Simple exposé des faits, impr. Paul Savy, Toulouse, 1871 (lire en ligne).

## Hommage
Un boulevard de Toulouse porte son nom depuis 1890.